# Blanca Toledano
Blanca Toledano Laut (Madrid, 3 de novembro de 2000) é uma nadadora artística espanhola.

## Carreira
Começou a nadar aos 4 anos em uma escola do bairro. Quando viram que ela se destacava, recomendaram que ela fosse nadar na Escola M-86. Lá ele viu como treinavam as equipes de nado sincronizado, chamou sua atenção e decidiu se inscrever. Aos 9 anos ingressou no Real Canoe NC. Aos 10 anos foi ao seu primeiro campeonato espanhol. Aos 14 anos, sagrou-se campeã espanhola de duplas e conquistou duas medalhas de ouro na Copa do Mediterrâneo de Natação. Aos 15 anos foi selecionada para integrar a Seleção Nacional Júnior de Natação Artística, treinando no CAR de Sant Cugat Barcelona. Aos 16 anos, competiu pela primeira vez pela seleção principal em 2017.
Ganhou quatro medalhas nos Campeonatos Mundiais de Natação entre 2019 e 2024, e quatro medalhas nos Campeonatos Europeus de Natação entre 2018 e 2024. Nos Jogos Europeus de 2023, em Cracóvia, conquistou duas medalhas de ouro.
Nos Jogos Olímpicos de Verão de 2024, em Paris, conquistou a medalha de bronze na competição por equipes na natação artística, ao lado de Txell Ferré, Marina García Polo, Lilou Lluís Valette, Meritxell Mas, Alisa Ozhogina, Paula Ramírez e Iris Tió.